# Tlamaya, Veracruz
Tlamaya är en ort i Mexiko.   Den ligger i kommunen Benito Juárez och delstaten Veracruz, i den sydöstra delen av landet, 180 km nordost om huvudstaden Mexico City. Tlamaya ligger 321 meter över havet och antalet invånare är 154.
Terrängen runt Tlamaya är kuperad. Runt Tlamaya är det ganska glesbefolkat, med 45 invånare per kvadratkilometer. Närmaste större samhälle är Xochiatipan de Castillo, 10,9 km nordväst om Tlamaya. I omgivningarna runt Tlamaya växer huvudsakligen savannskog.